# Lluïsa de Stolberg-Gedern
La Princesa Lluïsa Carolina Maximiliana Emmanuela de Stolberg-Gedern (Louise Maximilienne Caroline Emmanuele, 20 de setembre de 1752 - 29 de gener de 1824) va ser l'esposa del demandant jacobita al tron anglès i escocès Carles III d'Anglaterra i d'Escòcia. Se l'anomena comunament Comtessa d'Albany.

## Naixement i primers anys
Luisa va néixer a Mons, Hainaut, als Països Baixos austríacs (actual Bèlgica), la filla major del príncep Gustav Adolf de Stolberg-Gedern i de la seva esposa, la princesa Isabel de Hornes, filla de Maximiliano, príncep de Hornes. Quan solament tenia quatre anys, el seu pare va morir en la batalla de Leuthen. Quan tenia set anys, va ser enviada a ser educada a l'escola adjunta al convent de St. Waudru de Mons. La missió d'aquest convent era proporcionar una llar per a joves dames de la noblesa que tenien mitjans econòmics suficients per viure en solteria. En 1766 l'emperadriu María Teresa va organitzar el convent per donar a Lluïsa una de les seves prebendes dotals. Encara que tècnicament Lluïsa era una canonja (un tipus de monja), no estava obligada a romandre en el claustre del convent i encara se li va permetre viatjar en la societat. De fet, per a la majoria dels canonges, l'acceptació d'una prebenda no era més que una etapa temporal fins a trobar marits nobles apropiats.

## Matrimoni
En 1771, la germana menor de Lluïsa, la Princesa Carolina (també canonja a St. Waudru) es va casar amb Carles Bernat Fitz-James Stuart i Silva, IV Duc de Llíria i Xèrica, fill únic del 3r Duc de Berwick (besnet del rei Jaume II d'Anglaterra i VII d'Escòcia). L'oncle del duc de Berwick, el duc de Fitz-James, va iniciar negociacions amb la mare de Lluïsa per a un matrimoni entre aquesta i Carles Eduard, el pretendent jacobita als trons d'Anglaterra i Escòcia. Encara que el rei Lluís XV de França va reconèixer la successió de la casa de Hannover, s'esperava també que la línia dels Stuart legítima no s'extingiria i seria una amenaça constant pels Hannover.
Les negociacions eren delicades, ja que la família de Lluïsa no tenia diners propis i depenia totalment de la bona voluntat de l'emperadriu Maria Teresa (qui va ser aliada dels Hannover). El 28 de març de 1772 Lluïsa es va casar per poders amb Carles a París. La parella es va reunir per primera vegada el 14 d'abril de 1772, quan van renovar els seus vots matrimonials en persona a la ciutat de Macerata, Itàlia. Lluïsa va ser a partir de llavors reconeguda pels jacobites com la reina Lluïsa d'Anglaterra, Escòcia, França i Irlanda.
Carles i Lluïsa van passar els dos primers anys de la seva vida de casats a Roma. Malgrat la diferència d'edat (ell tenia 52, ella tenia 20 anys), la parella estava en un primer moment feliç junts. Però hi havia diverses ombres en la relació. No hi havia cap senyal de Lluïsa per concebre un fill. Carles havia encoratjat la creença que, si es casava, el Papa el reconeixeria com a rei d'Anglaterra i Escòcia, i França podria proporcionar fons per a un altre aixecament jacobita. Lluïsa pràcticament havia promés que seria tractada com una reina. En lloc d'això Carles va trobar frustrades les seves esperances tant d'un fill com de reconeixement diplomàtic, mentre que Lluïsa es trobava casada amb un vell príncep sense perspectives.
El matrimoni es va separar i ella va viure amb Vittorio Alfieri, al qual la seva bellesa i el seu esperit havien inspirat una forta passió, i s'haurien casat secretament després de la mort de Carles comte d'Albany. Alfieri va morir el 1803 i la comtessa es va retirar a Florència, on es va aparellar amb el pintor François-Xavier Fabre. Allí va morir el 1824.